# NGC 1407
NGC 1407 is een elliptisch sterrenstelsel in het sterrenbeeld Eridanus. Het hemelobject werd op 6 oktober 1785 ontdekt door de Duits-Britse astronoom William Herschel.

## Synoniemen
- PGC 13505
- ESO 548-67
- MCG -3-10-30